# Джейкоб-Сіті (Флорида)
Джейкоб-Сіті (англ. Jacob City) — місто (англ. city) в США, в окрузі Джексон штату Флорида. Населення — 217 осіб (2020).

## Географія
Джейкоб-Сіті розташований за координатами 30°53′9″ пн. ш. 85°24′55″ зх. д. / 30.88583° пн. ш. 85.41528° зх. д. (30.885749, -85.415170).  За даними Бюро перепису населення США в 2010 році місто мало площу 8,32 км², з яких 7,88 км² — суходіл та 0,44 км² — водойми.

## Демографія
Згідно з переписом 2010 року, у місті мешкало 250 осіб у 96 домогосподарствах у складі 66 родин. Густота населення становила 30 осіб/км².  Було 104 помешкання (13/км²).
Расовий склад населення:
| - 90,4 % — чорних або афроамериканців - 6,8 % — білих - 0,4 % — корінних американців |

До двох чи більше рас належало 2,4 %. Частка іспаномовних становила 0,0 % від усіх жителів.
За віковим діапазоном населення розподілялося таким чином: 26,8 % — особи молодші 18 років, 56,8 % — особи у віці 18—64 років, 16,4 % — особи у віці 65 років та старші. Медіана віку мешканця становила 40,3 року. На 100 осіб жіночої статі у місті припадало 81,2 чоловіків;  на 100 жінок у віці від 18 років та старших — 74,3 чоловіків також старших 18 років.
Середній дохід на одне домашнє господарство  становив 38 986 доларів США (медіана — 27 813), а середній дохід на одну сім'ю — 44 948 доларів (медіана — 33 906). За межею бідності перебувало 28,6 % осіб, у тому числі 44,3 % дітей у віці до 18 років та 15,7 % осіб у віці 65 років та старших.
Цивільне працевлаштоване населення становило 128 осіб. Основні галузі зайнятості: освіта, охорона здоров'я та соціальна допомога — 35,2 %, публічна адміністрація — 16,4 %, мистецтво, розваги та відпочинок — 14,1 %.